# Салми, Альберт
Альберт Салми (англ. Albert Salmi; 11 марта 1928 — 22 апреля 1990) — американский актёр театра, кино и телевидения.

## Биография
Альберт Салми родился в нью-йоркском Бруклине в семье финских иммигрантов. После службы в армии решил стать актёром и поступил в Actors Studio Ли Страсберга. Впервые сыграл на сцене в бродвейском спектакле End As a Man. Там же в 1955 году принял участие в премьерной постановке пьесы «Автобусная остановка». 16 мая 1956 года женился на актрисе Пегги Энн Гарнер. Их единственная дочь Кэтрин Энн Салми умерла в 1995 году от болезни сердца в 38 лет.
Дебютировал в кино ролью Смердякова в экранизации романа Фёдора Михайловича Достоевского «Братья Карамазовы». За эту работу Салми выдвигали на премию «Оскар», но он отклонил номинацию. В том же году сыграл в вестерне «Бравадос» одного из злодеев, охотящихся на героя Грегори Пека. За эти фильмы он получил премию Национального совета кинокритиков США за лучшую мужскую роль второго плана.
Появился в нескольких эпизодах «Сумеречной зоны», в роли убийцы в «Дымке из ствола» и беглого преступника, замаскировавшегося по францисканского монаха, в «Вирджинце». Появлялся в небольших ролях и в других сериалах, в том числе в «Рыцаре дорог» и эпизоде Шутник антологии «Альфред Хичкок представляет». Играл одну из главных ролей в сериале об адвокатах «Петрочелли». Изобразил пару злых близнецов в финальной серии «Страны гигантов» и сыграл отца Дэнни Нунана в комедии «Гольф-клуб» (1980). Также снимался в фильмах «Дикая река» (1960), «Бегство с планеты обезьян» (1971), «Империя муравьёв» (1977), «Убийца дракона» (1981), «Суеверие» (1982) и «Медвежатники» (1989).
Салми и Гарнер развелись 13 марта 1963 года. Позже он женился на Роберте Поллок Тапер. У них было две дочери.
В 1968 году сыграл главную роль в спектакле по пьесе Артура Миллера «Цена». Представления с успехом шли с как на Бродвее, так и в Лондоне.
Под конец жизни перебрался с семьёй в город Спокан, штат Вашингтон, где стал преподавателем актёрского мастерства при местном театре.

## Смерть
25 апреля 1990 года Салми и его жена Роберта были найдены застреленными в своём доме в Спокане, штат Вашингтон. По данным полиции, 22 апреля Салми, страдавший тяжёлой формой депрессии, убил жену, после чего покончил с собой.